# Pandeli Sotiri
Pandeli Sotiri (ur. 1842 we wsi Selckë w okręgu Gjirokastra, zm. 1892 w Salonikach) – albański działacz narodowy, dyrektor pierwszej szkoły albańskiej.

## Życiorys
Ukończył greckojęzyczną szkołę dla nauczycieli w Qestorati k. Gjirokastry. Tam też zetknął się z albańskim ruchem narodowym, współpracując z Koto Hoxhim, który zajmował się nauczaniem języka albańskiego.

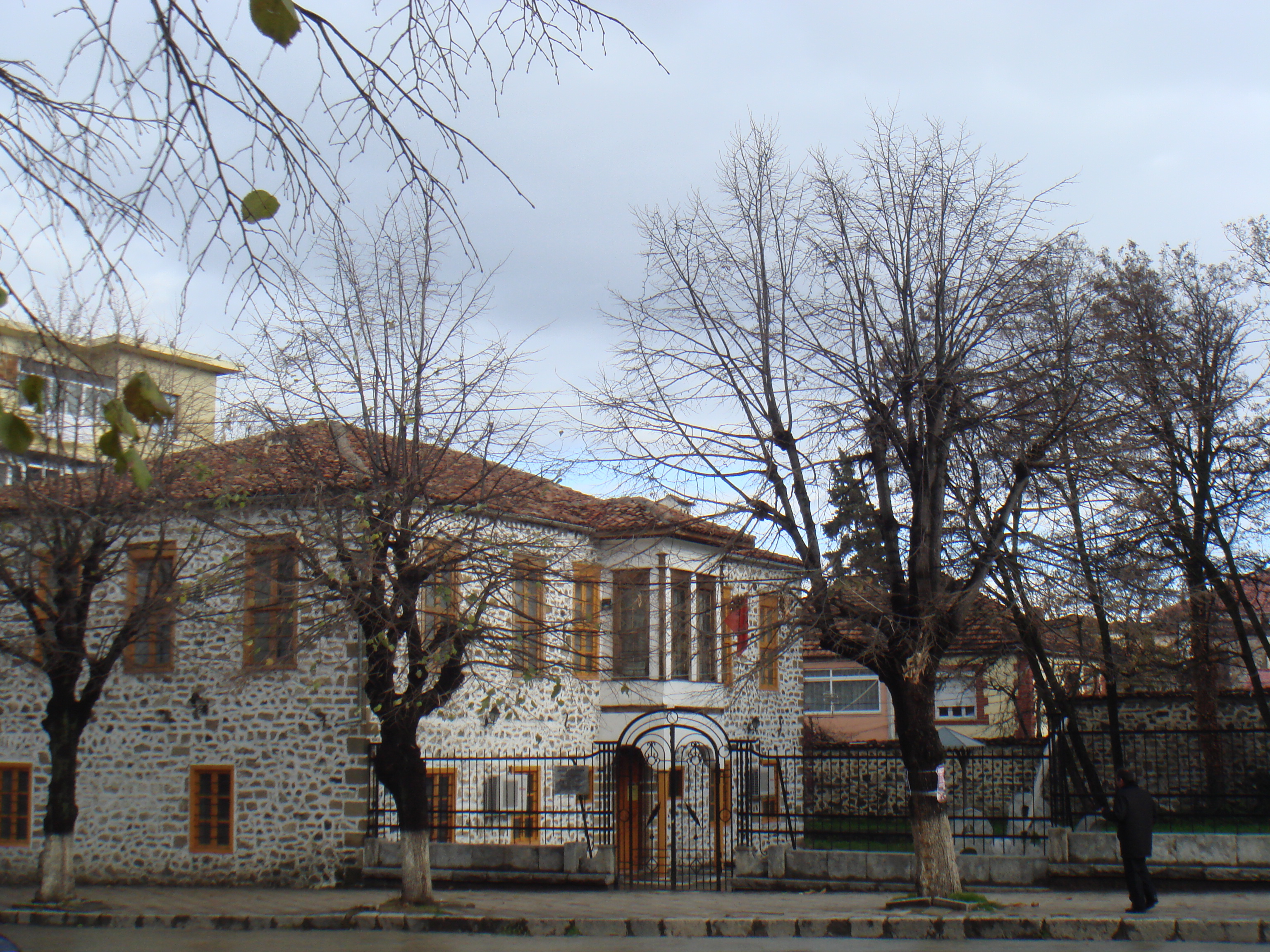
Budynek pierwszej szkoły albańskiej, widok współczesny

W 1877 przyłączył się do Centralnego Komitetu Obrony Praw Albańskich, działającym w Stambule. W 1884 przejął kierownictwo nad pismem Drita (Światło), wydawanym całkowicie w języku albańskim. Kiedy władze osmańskie zabroniły rozpowszechniania pisma, zmienił jego nazwę na Dituria (Wiedza). W początkach 1887 r. uzyskał zgodę miejscowego mutasarrifa, reprezentującego władze osmańskie na otwarcie pierwszej szkoły albańskiej w Korczy. Siedzibą szkoły stał się budynek należący do rodziny Terpo. Pandeli kierował szkołą, w której uczył także jego brat, Koço.
Grecki metropolita Korczy Filotheos wyklął Sotiriego, a także wszelkie próby uczenia języka albańskiego. Wobec gróźb ze strony miejscowych Greków, sprzeciwiających się istnieniu szkoły albańskiej w Korczy, Sotiri opuścił miasto wraz z żoną (żona była Greczynką) i wyjechał do Stambułu, by pod koniec życia osiąść w Salonikach. Zginął w 1892 z rąk greckich nacjonalistów, którzy wyrzucili go z okna jego własnego domu. Według innej wersji został otruty.
Imieniem Sotiriego została nazwana szkoła pedagogiczna w Gjirokastrze, a także ulica w Kamzie.